# Julien Dray
Pour les articles homonymes, voir Dray.
Julien Dray, né le 5 mars 1955 à Oran (Algérie française), est un homme politique français. Militant trotskiste à la Ligue communiste révolutionnaire, dont il est exclu en 1981, il adhère au Parti socialiste, où avec Harlem Désir et à l'instigation de François Hollande, conseiller de François Mitterrand à l'Élysée, il est en 1984 cofondateur de SOS Racisme puis obtient une investiture pour être élu de 1988 à 2012 député de la dixième circonscription de l'Essonne, département dont il sera ensuite, de 1998 à 2015, conseiller régional, avant d'occuper la même fonction jusqu'en 2021 dans le Val-de-Marne.
Julien Dray, qui n'a plus de mandat depuis 2021, est un commentateur et chroniqueur régulier sur la chaine de télévision de Vincent Bolloré, CNEWS. Cependant, il reste membre du Parti socialiste.

## Biographie

### Naissance, origines et vie familiale
Marié et père de trois enfants, Julien Dray est  fils d'instituteur et petit-fils d'horloger. Il naît le 5 mars 1955,  à Oran, en Algérie française, dans une famille juive séfarade, qui revient en France en 1965 peu après l'indépendance.
Son frère cadet Jean-Paul, chirurgien-ophtalmologue, ancien dirigeant du Tagar, a été un membre très actif du mouvement juif d'extrême-droite Betar et fait partie du Conseil représentatif des institutions juives de France,.

### Scolarité, études et formation
Julien Dray entame des études secondaires au lycée Olympe de Gouges de Noisy-le-Sec, puis au lycée Honoré-de-Balzac. Il est titulaire d’une licence d’histoire-géographie, obtenue à l’université Paris XIII et d’un diplôme d'études approfondies de sciences économiques.

### Carrière politique et syndicale

#### Années lycées et classe préparatoire
Julien Dray s'est rapproché peu à peu de la Ligue communiste, mouvement trotskiste, puis y a adhéré à une date non précisée, avant d'en être exclu au printemps 1981. Lycéen à Noisy-le-Sec, en Seine-Saint-Denis, il se découvre de gauche en participant au ciné-club, lieu de rencontre et de débats.
En classe préparatoires, il fait la connaissance d'un groupe actif de la Ligue communiste (LC) participe à l'âge de 18 ans au mouvement de 1973 contre la loi Debré, menaçant les sursis longs.

#### Syndicalisme étudiant
À la rentrée 1975, il s'inscrit à l'université, où il devient l'un des responsables du "secteur jeunesse" de la Ligue communiste révolutionnaire (LCR), qui a succédé à la LC, dissoute après les émeutes du 21 juin 1973. Il adhère aussi au Mouvement d'action syndicale, dont il est d'abord exclu ce syndicat étant proche de la CFDT, méfiante depuis quelques années envers son courant politique. Cette année universitaire est marquée par mouvement de contestation du projet des réforme des universités d'Alice Saunier-Seïté qui dure de fin février à fin mai 1976  et le Mouvement d'action syndicale (MAS) est fondé en mars 1976 pour succéder au MARC et ses quelques centaines d'adhérents, afin d'accueillir des étudiants qui s'étaient mobilisés.
Revenu dans ce syndicat, Julien Dray entre à la direction du Mouvement d'action syndicale en mai 1977 au moment où la LCR y devient majoritaire, ce qui entraîne le départ des étudiants rocardiens. Dray entre alors à sa direction. Deux ans plus tard, le 16 mai 1979, il sera élu secrétaire général du MAS, quelques mois avant sa fusion avec une des deux UNEF.

#### Prise de contrôle de la mutuelle MNEF
Paralèllement, en novembre 1975, s'est créé le Comité pour l'organisation du syndicat des étudiants de France (Cosef), présidé par Jean-Marie Le Guen. Les mois précédents, François Mitterrand avait donné à Édith Cresson, secrétaire nationale à la jeunesse du PS, la mission d'évincer peu à peu l'aile gauche du PS (tendance Chevènementiste) des syndicats étudiants, en commençant par créer un petit groupe d'autres étudiants en commerce ou en médecine: François Hollande qui vient de finir HEC, Olivier Spithakis, étudiant à Sup de Co Marseille, et deux amis de la faculté de médecine, Jean-Marie Le Guen et Jean-Loup Salzmann, fils d'un des plus proches amis de François Mitterrand, l'objectif étant de "prendre le contrôle de la Mutuelle MNEF" et d'en évincer l'aile gauche du PS chez les étudiants, et son "bureau national des étudiants socialistes", dissous par le comité directeur du PS le 3 mai 1975, selon l'historien Benjamin Stora et Laurent Mauduit, journaliste à Médiapart,. François Hollande, étudiant à Science-Po, est ainsi reçu au siège du PS par Édith Cresson, qui lui propose la direction du Cosef mais il décline,.
Pour y parvenir, dans un premier temps, le Cosef a fusionné en 1978 avec l’UNEF-US, celle contrôlée depuis 1971 par le courant trotskiste lambertiste, dont une petite centaine de militants sont aussi infiltrés à la LCR et au MAS,, ayant contribué au changement de majorité dans ce dernier en mai 1977. L'objectif de prise de contrôle de la MNEF est affiné, fin décembre 1978 lors d'une réunion et sera atteint en 1979: les "mitterrandistes" obtenant la présidence de la MNEF, avec l'aide des trotskyste, qu'ils aident en échange à contrôler le syndicat étudiant issu de deux fusions, l'UNEF-US absorbant successivement le Cosef et le MAS. La prise de contrôle de la MNEF a eu lieu en octobre 1979, lors de l'assemblée générale à Tours, à l'issue de laquelle une plainte est déposée contre Julien Dray, pour des incidents, relatés dans Le Monde du 30 octobre, qui ont opposé des militants de l'UNEF (ex-Renouveau) à des responsables du MAS et de l'UNEF-US, les premiers déplorant que leur liste aux élections de la MNEF aient été invalidée au printemps précédent, et que leurs adhérents aient été " attaqués et blessés par des nervis ". Peu après, le MAS obtient deux sièges d’administrateurs de la MNEF, pour Laurent Zappi et Julien Dray, qui ont étudié ensemble à l’université Paris 13-Villetaneuse.

#### Fusion de l'UNEF et du MAS
Dès novembre 1979, Julien Dray et Robi Morder poussent à la fusion du MAS avec l’UNEF-US pour créer l'Unef-ID,, avec l'aide de militants de l'aile droite du PS qui ont adhéré au MAS, et le soutien de nombreux articles dans Le Monde de Serge Bolloch, ex-militant connu de la LCR, recruté en 1979 au service "Education".
Malgré ce soutien, la fusion n'a lieu finalement que six mois plus tard, Dray devant "avaler des couleuvres" lors d'un calcul des mandats "truqué" par Jean-Christophe Cambadélis, qui indispose tout la direction de la LCR car le MAS s'est sacrifié dans la fusion. Sa tendance « Luttes étudiantes action syndicale » (LEAS) se retrouve ultra-minoritaire par rapport aux lambertistes, mais Julien Dray obtient le poste de vice-président. Peu après, au printemps 1981, il est exclu de la LCR.
Au plan électoral, le résultat est mitigé: le syndicat résultant de la fusion se présente pour la première fois aux élections universitaires en 1982, mais la participation reste faible et il n'y fait que jeu égal avec l'Unef-SE, animée par des communistes et l'aile gauche du PS. Après avoir vainement discuté avec Lambert, selon un témoignage ultérieur de Cambadélis, pour essayer d'obtenir le poste de président de l'Unef en échange de son ralliement à l'OCI, il rejoint le Parti socialiste en 1982, avec d'autres cadres étudiants de Leas de la Seine-Saint-Denis. Informé des "investissement secrets réalisés par le club des 5" de la direction de la MNEF, il tente d'être "coopté comme associé" mais "se heurte à un refus permanent" et "pour reprendre la main" se lance dans SOS Racisme.

#### Cadre du Parti socialiste
En 1981, après son exclusion de la LCR, il fonde avec quelques autres, comme Laurence Rossignol, un groupe de réflexion nommé "Question socialiste", voulant construire un courant sur l’aile gauche du PS, qu'ils rejoignent en janvier 1982 mais qui ne se structure réellement qu'en 1987 autour d'Isabelle Thomas, médiatisée lors du mouvement étudiant de la fin 1986 contre le Projet de loi Devaquet. Il sont d'emblée déçus car ils espéraient se voir se « dérouler le tapis rouge partout » grâce à leur passé syndical ce qui n'est pas le cas.
À l’Unef-ID, il avait été accueilli fin 1979 par un autre socialiste, Jean-Marie Le Guen, dirigeant historique de la Tendance pour l’unité syndicale, regroupant les cadres socialistes, et qui au congrès de 1982, obtient près de 30 % des mandats, mais rapidement la tendance atteint ses limites et le syndicat restera contrôlé par les lambertistes de l'OCI jusqu'à l'entrée, au nombre de 400, au PS au premier semestre 1986.

#### SOS Racisme
En 1984, Julien Dray, 29 ans, termine ses études et participe avec plusieurs de ses proches, dont notamment Harlem Désir, à la fondation de SOS Racisme, dont il est le vice-président. L'opération a été imaginée par François Hollande, conseiller de François Mitterrand, qui l'invite à "discuter dans le petit bistrot en face de l’Elysée". Des badges « Touche pas à mon pote » sont distribués en décembre 1984, lors de la seconde Marche pour l'égalité et contre le racisme, organisée par Convergence 84, que les médias avaient appelé « Marche des Beurs », lancée l'année précédente par les Jeunes Arabes de Lyon et banlieue (Jalb), créé aux Minguettes à l'initiative du père Christian Delorme. Plus tard, des photos de Julien Dray et Harlem Désir avec François Mitterrand à l'Elysée fuiteront.

#### Mouvement étudiant contre le Projet de loi Devaquet
Julien Dray avait arrêté ses études et l'UNEF-ID, à 28 ans, en 1983, trois ans avant le mouvement étudiant contre le Projet de loi Devaquet, où un rôle important est joué par Isabelle Thomas, 25 ans, qui à cette occasion rencontre des dirigeants du PS « dans le sillage de Julien Dray ». A l'université de Villetaneuse, la première en grève, elle assure déjà la vice-présidence mais aussi celles du MJS, de SOS Racisme et de l’UNEF-ID, et accueille à l'assemblée générale tous les matins des délégations des lycées de Montmorency, Sarcelles et Creil, proches par le train, ce qui lui permet de participer le 25 novembre à un duplex sur RTL avec le ministre Alain Devaquet puis un débat sur Europe I avec des non-grévistes, où elle est remarquée.
Dans un livre publié quelques mois après, Julien Dray reconnait que le vote de nombreux militants de son ex-syndicat, où les trotskystes s'étaient rallies
```
en avril 1986 au PS, a pesé dans l'éviction d'
Isabelle Thomas
 du bureau de la coordination nationale étudiante, le 2 décembre
[
13
]
,
[
40
]
. Le même jour, l'Université de Dauphine, présentée comme sérieuse, studieuse et modèle du 
projet de loi Devaquet
, avait pourtant créé une bonne surprise lors d'un scrutin à bulletins secrets, coorganisé par la présidence et les syndicats d'étudiants, mobilisant 46 % des 
5 201 étudiants
, avec une majorité absolue contre le texte
[
41
]
. Mais deux jours plus tôt, la direction socialiste de l'Unef-ID n'avait pas apprécié la réaction immédiate d'
Isabelle Thomas
 au discours télévisé du 
Premier ministre
, déclarant à l'AFP 
« "M. Chirac prend les étudiants pour des imbéciles. [...] Un malentendu ? Besoin d'explication ? Les étudiants savent lire et étudier un projet »
[
13
]
, pour rappeler qu'il a été photocopié et diffusé massivement par les comités de grève, le président de l'UNEF-ID 
Philippe Darriulat
 le lui reprochant immédiatement au téléphone
[
13
]
,
[
42
]
. Le vote à mains levées l'évinçant est précédé d'un refus de dévoiler les affiliations politiques des autres candidats
[
13
]
 mais Florence Bourgne, étudiante de l’ENS, a fait circuler dans l'amphithéâtre un papier la donnant, s'exposant à des menaces
[
13
]
, et amenant 
Libération
 et 
Le Monde
 à stigmatiser le surlendemain "une OPA sur le mouvement"
[
43
]
. Lors d'une dernière journée de manifestation le 4 décembre, les violences policières causent trois blessés graves
[
44
]
. L'étudiant 
Malik Oussekine
 est tué le lendemain, déclenchant des marches blanches. Le 6 décembre au matin, 
Alain Devaquet
, choqué, démissionne
[
45
]
. Quelques mois après, la direction du PS accueille symboliquement 
Isabelle Thomas
, dans le courant de Julien Dray, ce qui leur permet de déposer un premier texte lors du 
congrès de Lille
[
38
]
.
```

#### Député de l'Essonne en 1988
Pour récompenser Julien Dray de son action à SOS-Racisme et lors des manifestations étudiantes contre le projet de loi Devaquet, François Mitterrand lui proposera d'être candidat lors des élections législatives de 1988, dans la dixième circonscription de l'Essonne, une des plus à gauche  de France, jusqu'alors détenue par le Parti communiste français, qui risque de la perdre car il vient de tomber à 6,7% des voix à la présidentielle. Il est ainsi parachuté alors qu'un candidat - Gérard Dupeyrat - avait déjà été désigné par le PS. Ce dernier doit se retirer et Julien Dray est facilement élu. Mais l'année suivante, sa liste d'union PS/PCF aux élections municipales de Sainte-Geneviève-des-Bois échoue face à celle du maire sortant, Jean Ooghe, communiste qui a maintenu sa candidature, tandis qu'aux législatives de 1993, catastrophiques pour le PS en général, il n'est réélu que d'extrême-justesse, avec 50,36 % des voix.
Il est alors proche de Jérôme Guedj. Selon ce dernier, ils ont ensemble "fait émerger une nouvelle génération d'attachés parlementaires, très combatifs, puis des élus".

#### Rapprochement avec Jean-Luc Mélenchon au sein du PS
En 1988, l'année de son entrée à l'Assemblée nationale il s'allie avec un autre élu de son département, Jean-Luc Mélenchon, pour fonder le courant "Nouvelle école socialiste", qui deviendra en 1991 la Gauche socialiste, opposée à l'ouverture vers le centre lancée par le second gouvernement Rocard après les législatives de 1988, qui voient le PS manquer de peu la majorité absolue en sièges de de député. Ils déposent une première motion complète lors du congrès de Rennes de 1990. L'année suivante, Marie-Noëlle Lienemann les rejoint. Au sein du PS, ce courant porte de manière très isolée l'opposition à la première guerre du Golfe, à laquelle participe le gouvernement socialiste français,.
Au même moment, Lionel Jospin, alors ministre de l'Education, lui gardera rancune d'avoir soutenu le mouvement des lycées contre ses réformes.
Il soutient la ratification du Traité sur l'Union européenne de 1992, puis en tire le constat d'échec d'une Europe politique, ce qui l'amène à une dénonciation des politiques libérales de la Commission européenne,.
Réélu député avec un mandat unique lors des élections législatives de 1997 avec 58,55 % des voix, il devient en 1998 vice-président du Conseil régional d'Île-de-France. Le 19 octobre 2000, Dray est nommé au comité national de lutte contre la violence à l'école.
Au début des années 2000, Julien Dray est réélu aux législatives 2002 et s'oppose de plus en plus souvent à Jean-Luc Mélenchon, comme lui un ex-trotskyste, mais de l'Organisation communiste internationaliste (OCI). En 2002, le choc de l'élimination de Lionel Jospin au premier tour de la présidentielle se fait ressentir au sein de la "Gauche socialiste", où plusieurs stratégies s'affrontent. Jean-Luc Mélenchon rejoint Henri Emmanuelli pour fonder Nouveau Monde, alors que Julien Dray est cofondateur du Nouveau Parti socialiste avec Arnaud Montebourg, Vincent Peillon et Benoît Hamon. Mais, dès avril 2003, une nouvelle crise éclate au sujet de la participation à la majorité au sein du PS, conduite par François Hollande, la GS, désormais réduite aux proches de Julien Dray, s'y ralliant juste avant le Congrès de Dijon, permettant à Hollande de se maintenir et de nommer Dray porte-parole du PS.

#### 2003-2022
Lors de la consultation sur le Traité constitutionnel européen, Julien Dray se prononce pour le « oui ». S'il continue à critiquer l'aspect libéral de la construction européenne, Dray considère que les mesures libérales comprises dans le TCE sont essentiellement des reprises des traités précédents (Maastricht, Amsterdam et Nice), déjà entérinés. En outre, il relève deux points positifs : d'abord, le renforcement du pouvoir du Parlement européen ; d'autre part, la Charte des droits fondamentaux. Enfin, Dray pensait que l'Europe ne pouvait se construire que par des compromis, et préférait attendre un rapport de force plus favorable à la gauche pour aller plus loin. D'ici là, il considérait que toute avancée était bonne à prendre.
Julien Dray s'est illustré de 1997 à 2003 en se spécialisant sur les thèmes de la sécurité au sein du PS, où ses prises de position « sécuritaires » ont souvent tranché avec celles de ses camarades de parti.
Ami de longue date de Ségolène Royal, il est l'un de ses tout premiers soutiens lorsque celle-ci annonce, à l'automne 2005, qu'elle envisage d'être candidate à l'investiture socialiste pour l'élection présidentielle de 2007. Il a, depuis lors, affiché son soutien à la présidente de la région Poitou-Charentes.
Dray a fait partie de son équipe restreinte de campagne présidentielle, en qualité de « Conseiller chargé de la coordination des porte-paroles ».
Lors des élections législatives de 2007, il remporte à nouveau la dixième circonscription, avec 53,48 % des suffrages. En 2008, il pose sa candidature au poste de 1er secrétaire du PS en vue du Congrès de Reims et signe la contribution de François Hollande en juin. En 2009, mis en examen, avant que l'enquête ne cesse, à la suite de pressions politiques (d'après le Canard Enchaîné), il est un temps écarté de la liste socialiste en vue des élections régionales de 2010 par la fédération de l'Essonne.
Julien Dray est aussi un membre fondateur du courant proche de Ségolène Royal « L'Espoir à gauche », fondé en janvier 2009 par Vincent Peillon, aux côtés de Manuel Valls, Jean-Louis Bianco, David Assouline, François Rebsamen, Gérard Collomb ou Jean-Noël Guérini.
Julien Dray a été l'un des administrateurs de l'association des amis de l'Institut François-Mitterrand[réf. nécessaire].
Le 30 mars 2012, il est victime d'un malaise cardiaque.
Après s'être positionné un temps à la gauche du Parti, il adhère à la formule de Jean-Christophe Cambadélis d'une nouvelle « alliance populaire »  expliquant « Il va falloir que l'on change tout. Cela veut dire que, peut-être même, à un moment ou à un autre, se posera la question de notre nom (...) C'est un travail qui va commencer maintenant et qui vise à refonder la gauche, avec une identité nouvelle. Je pense que le terme le plus exact aujourd'hui, c'est pour nous d'être les nouveaux progressistes et de se battre pour l'émancipation. C'est le mot clef ». Après le Congrès de Poitiers, il intègre le secrétariat national chargé de cette « alliance populaire ». Durant le quinquennat de François Hollande, il est un conseiller de l'ombre du président, qui a notamment eu pour mission de cornaquer Emmanuel Macron ou encore d'envisager la mise en place d'une campagne pour la réélection du chef de l'État pour 2017, avant que celui-ci ne renonce.
Le 22 juillet 2016, à propos de la controverse sur la sécurité lors de l'attentat de Nice, il explique sur BFM TV que « la faille est aussi par la pression populaire des gens qui n'ont pas envie d'attendre »,.
Il est membre du comité politique de la campagne de Vincent Peillon pour la primaire citoyenne de 2017.
À la rentrée 2017, il rejoint LCI afin de prendre part à un débat hebdomadaire.
En août 2018, il rend public son souhait d'être candidat pour le PS aux élections européennes qui se tiennent l'année suivante.
Fin 2021, il élabore une stratégie visant à proposer la candidature de François Hollande à l'élection présidentielle, en lieu et place de celle d'Anne Hidalgo, mais abandonne ce projet au bout de quelques mois.
Chroniqueur sur la chaine d'info controversée CNews, il affirme le vendredi 12 mars 2021 qu'il « ne tire pas un trait d'égalité entre Jean-Marie Le Pen et Marine Le Pen », car selon lui « les choses ne sont pas de la même nature ». Ces propos suscitent les réactions de plusieurs cadres du Parti socialiste, dont le premier secrétaire Olivier Faure, qui estime que « Si Marine Le Pen est plus habile que son père, elle n'en est pas moins à l'extrême-droite que lui. La vraie différence est qu'elle est plus dangereuse parce qu'elle a la volonté de gagner là où son père se limitait au témoignage et à la provocation », tandis que pour le député Boris Vallaud, « l'extrême droite, c'est l'extrême droite, peu importe qui la représente ».
En mai 2023, il accorde un entretien au site en ligne "Omerta", présenté par Le Monde comme "le nouveau média prisé à l’extrême droite", sur le thème de leur magazine "Immigration, chaos organisé".

#### Départ du PS
Le 29 avril 2022, il annonce avoir quitté le Parti socialiste à la suite de la signature d'un accord du parti avec La France insoumise en vue des élections législatives de 2022. Dans le même temps, il fonde le mouvement politique « Réinventez ! ». En décembre 2024, il annonce reprendre sa carte au PS sur l'antenne de CNews.

## Synthèse des fonctions politiques

### Mandats nationaux

#### Député de la dixième circonscription de l’Essonne
Julien Dray a été élu député le 12 juin 1988 pour la IXe législature dans la nouvelle dixième circonscription de l'Essonne, il a été réélu le 28 mars 1993 pour la Xe législature, puis le 1er juin 1997 pour la XIe législature, réélu le 16 juin 2002 pour la XIIe législature et le 17 juin 2007 pour la XIIIe législature. Le 27 novembre 2001, Julien Dray est nommé en tant que chargé de mission temporaire auprès du premier ministre Lionel Jospin.
À l’Assemblée nationale, il occupe la place no 416 sur les bancs du groupe Socialiste, radical, citoyen et divers gauche. Il a été successivement membre des commissions des affaires culturelles, familiales et sociales de 1988 à 2000, des finances, de l’économie générale et du Plan de 1994 à 2002, des lois constitutionnelles, de la législation et de l’administration générale de la République de 1993 à 2002, de contrôle de la gestion du fonds d’action sociale en 1990, de la commission d’enquête parlementaire sur la situation dans les prisons françaises en 2000, sur l’immigration clandestine et le séjour irrégulier d’étrangers en France de 1995 à 1997, puis membre de la commission des affaires culturelles, du groupe d’amitié France-Canada et vice-président du groupe d’amitié France-Québec en 2002.
En 2010, il est membre de la commission des lois, président du groupe d’amitié France-Koweït et secrétaire du Groupe d'amitié France-Israël,.

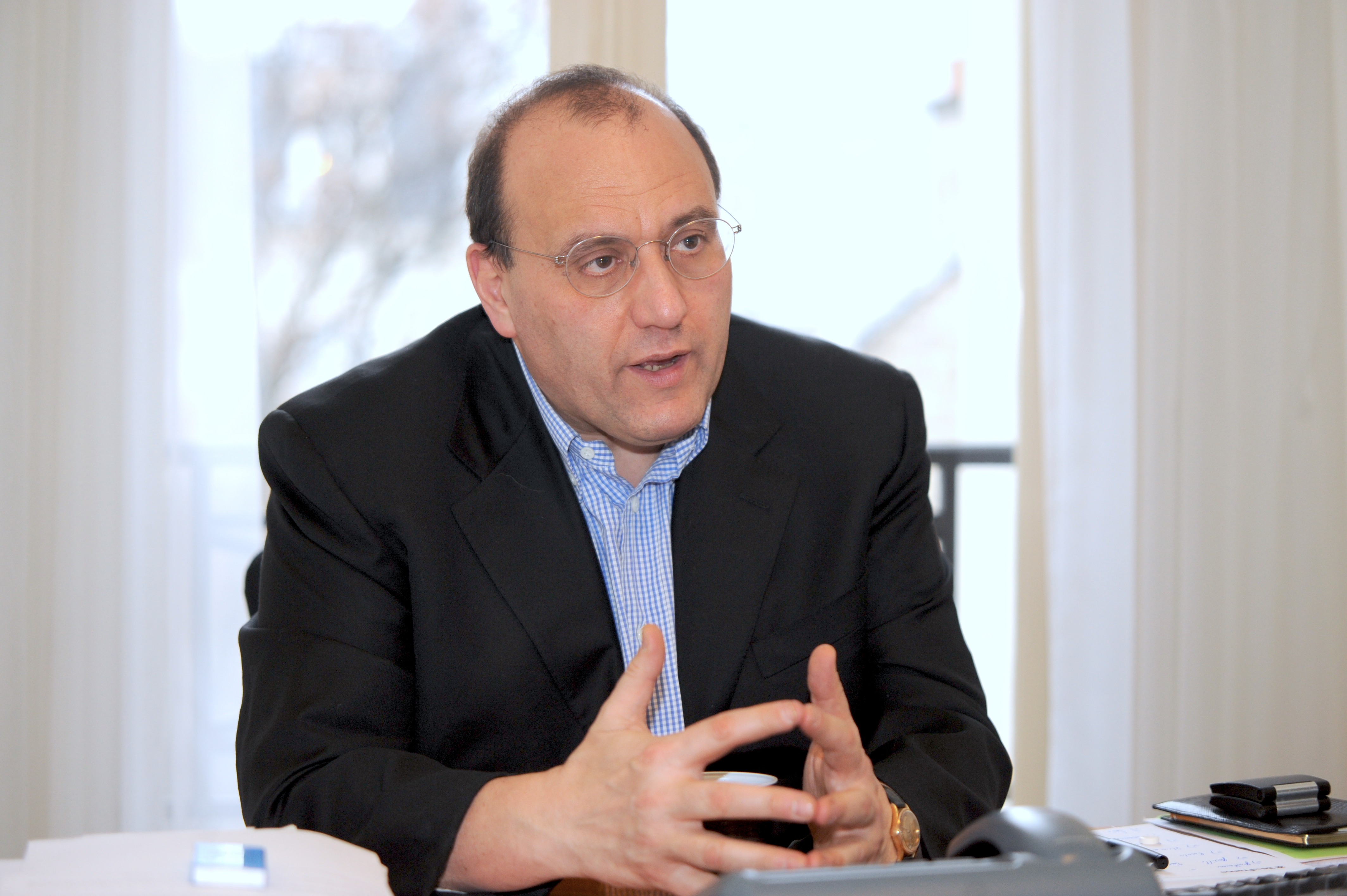
Julien Dray, le 09 février 2010 à Paris.

Au cours de l’année 2010, Julien Dray est actif durant vingt-sept semaines à l’Assemblée nationale et participe à vingt-sept séances en commission. Il fait partie des députés qui saisirent le Conseil constitutionnel le 19 décembre 1996 contre la Loi de finances de 1997, le 19 février 2003 contre la Loi pour la sécurité intérieure de 2003, le 22 juillet 2003 contre la Loi de sécurité financière, le 14 août 2003 contre la Loi portant réforme des retraites, le 18 mai 2004 contre la Loi pour la confiance dans l'économie numérique, le 23 décembre 2004 contre la Loi de programmation pour la cohésion sociale, le 14 mars 2006 contre la Loi pour l’égalité des chances, le 5 juillet 2006 contre la Loi relative à l’immigration et à l’intégration, le 30 novembre 2006 contre la Loi relative au secteur de l'énergie, le 26 février 2007 contre la Loi relative à la prévention de la délinquance, le 7 août 2008 contre la Loi instaurant le service minimum d’accueil dans les établissements scolaires, le 13 octobre 2010 contre la Loi relative à la reconduction à la frontière des jeunes roumains, le 18 octobre 2006 contre la Loi relative au contrôle de la validité des mariages, le 2 novembre 2010 contre la Loi portant réforme des retraites, le 22 novembre 2010 contre la Loi de réforme des collectivités territoriales, le 1er décembre 2010 contre la Loi de financement de la sécurité sociale pour 2011.
Il choisit de ne pas se représenter aux élections législatives de 2012 et laisse son siège le 20 juin 2012 au nouveau député élu le 17 juin 2012, Malek Boutih.

### Mandats locaux

#### Conseiller régional d’Île-de-France
Le 15 mars 1998, Julien Dray est élu conseiller régional d’Île-de-France, sur le quota essonnien de la liste de Jean-Paul Huchon. Il devient alors vice-président du conseil régional d'Île-de-France, chargé de la jeunesse à partir de 2002.
Il est réélu le 28 mars 2004 et devient vice-président chargé de la culture. Réélu le 21 mars 2010, il est toujours en 2010 cinquième vice-président chargé de la culture.
Non reconduit par les siens en Essonne pour les élections régionales de 2015, il parvient cependant à changer de département, pour devenir tête de liste dans le Val-de-Marne, avec l'aide de son ami Luc Carvounas, un proche de Manuel Valls et lui-même directeur de campagne du Président de l'Assemblée nationale Claude Bartolone. La droite dénonce un parachutage et la liste socialiste n'obtient que 4 élus sur 24, contre 17 pour touer la gauche en 2010, mais il est élu, étant tête de liste. Il ne figure pas sur la liste en 2021 et n'a plus depuis cette date de mandat au parti socialiste.

### Fonctions politiques
Julien Dray n'a depuis 2021 plus aucun mandat Parti socialiste, dont il a été secrétaire national chargé de la communication et de la presse jusqu’en 1996, secrétaire national chargé de la sécurité de 1997 à 2003, porte-parole de 2003 à 2008, et secrétaire national chargé des programmes et des études[Quand ?].
Cofondateur et animateur du courant Gauche socialiste, il été sans succès candidat au poste de premier secrétaire.
En août 2018, il annonce dans un entretien au Parisien son souhait de prendre la tête de liste du Parti socialiste aux élections européennes de 2019, mais ne figure finalement pas sur la liste.
Il lance en avril 2022 un mouvement appelé Réinventez !

## Investigations sur le train de vie de Julien Dray
Fin 1999, Julien Dray est mis en cause dans une enquête préliminaire pour l'achat d'une montre d'une valeur de 250 000 francs (38 000 euros), dont 150 000 francs payés en liquide. L'affaire est finalement classée sans suite.
Déjà, à l’époque de SOS Racisme, au milieu des années 1980, les militants avaient noté ce penchant dispendieux. « À SOS, nous avons découvert, non sans surprise, sa passion pour les lunettes, les montres, les stylos, les cartables et les scooters. C’est un véritable maniaque », écrit Serge Malik, l’un des fondateurs du mouvement, dans son livre, Histoire secrète de SOS Racisme.
Julien Dray a fait l’objet d’une enquête préliminaire ouverte le 10 décembre 2008 par le parquet de Paris pour abus de confiance à la suite d’un signalement de TRACFIN, la cellule anti-blanchiment du ministère des Finances, portant sur des mouvements de fonds suspects à partir de comptes de l’association « Les Parrains de SOS Racisme » et de la Fédération indépendante et démocratique lycéenne (Fidl) depuis janvier 2006. Les enquêteurs soupçonnaient Julien Dray d’avoir bénéficié d’une partie de ces sommes, évaluées au total à 351 027 €. Selon ce rapport, les enquêteurs de la cellule anti-blanchiment avaient relevé notamment des versements allant jusqu'à 18 500 € euros chez l'horloger Breguet. « Nombre de chèques tirés enregistrés posent la question de leur contrepartie. Les émetteurs ont en effet soit leur siège social dans le département dont M. Dray est l'élu, soit ils ont obtenu un chantier public dans sa circonscription, soit obtenu un marché public avec le Conseil régional d'Ile-de-France », écrit Tracfin dans son rapport.
Selon le magazine Paris Match du 21 janvier 2009, les achats des montres se feraient avec carte American Express Centurion, un modèle spécial VIP fabriqué en titane dont il n’existe qu’une centaine de porteurs en France. Le magazine révèle que Julien Dray a également un faible pour les cartables et les stylos de marque. Il peut dépenser 2 000 ou 3 000 euros notamment chez Mora, près du Sénat, la Mecque parisienne du stylo de collection.
Selon le journal Le Monde du 16 décembre 2009, Julien Dray a fait l’objet d’un rappel à la loi (voie alternative aux poursuites) portant sur une somme de sept mille euros, sans références avec les sommes publiées par certains journaux sur sa collection de montres de luxe. Les sommes en cause ayant été remboursées et en l'absence de plainte, Julien Dray n'a pas été renvoyé devant le tribunal correctionnel. Le procureur de Paris a estimé que les investigations n’avaient pas mis « en évidence un train de vie personnel dispendieux de la part de Julien Dray » tout en reconnaissant cependant un abus de confiance après l'achat, pour 7 000 euros, de l'une de ses montres de valeur que Dray collectionne, avec un chèque de l'association «10e circonscription » de l'Essonne.

## Publications
Julien Dray est l’auteur ou coauteur de divers ouvrages dont :
- SOS Génération : Histoire de l’intérieur du mouvement des jeunes de novembre-décembre 1986, Ramsay, 1987 (ISBN 978-2-85956-585-5)
- Lettres d’un député de base à ceux qui nous gouvernent, Flammarion, 1989 (ISBN 978-2-08-066376-4)
- La Guerre qu’il ne fallait pas faire : La génération morale se rebiffe, Albin Michel, 1991, 201 p. (ISBN 978-2-226-05408-1)
- Avec Gérard Filoche Les Clairons de Maastricht : Pour l’Europe contre les fronts nationaux, Éditions Régine, 1992, 91 p. (ISBN 978-2-84052-002-3)
- Gauche toujours tu m’intéresses, Ramsay, 1993 (ISBN 978-2-908652-54-3)
- De la gauche en général et de l’archaïsme en particulier, Belfond, 1994 (ISBN 978-2-7144-3188-2)
- Avec Andrée Buchmann, Philippe Herzog et François Hollande Changer d’Europe, Syros, 1994
- Avec François Baroin et Pierre Doncieux Chronique d’une différence, Éditions N1, 1998
- Avec Harlem Désir, Gérard Filoche, Marie-Noëlle Lienemann et Jean-Luc Mélenchon Sept jours dans la vie d’Attika, Ramsay, 2000, 155 p. (ISBN 978-2-84114-508-9)
- État de violence : Quelles solutions à l’insécurité ?, J’ai lu, 2001, 222 p. (ISBN 978-2-290-31599-6)
- Comment peut-on encore être socialiste ?, Grasset, 2003, 272 p. (ISBN 978-2-246-65021-8)
- Règlement de comptes, Paris, Hachette, 2007, 209 p. (ISBN 978-2-01-237390-7)
- Et maintenant ?, Cherche-midi, 2008 (ISBN 978-2-7491-1028-8)
- L’Épreuve, Paris, Cherche-midi, 2009, 187 p. (ISBN 978-2-7491-1560-3)
- La faute politique de Jean-Luc Mélenchon, Cherche Midi, 2014, 166 pages.
- Qui est Mélenchon, Plon, 2024, 208 pages.  (ISBN 978-2259319737)

## Décorations
- Officier de l'ordre des Arts et des Lettres (Promu en 2017)[125]

## Filmographie
Julien Dray a participé à la préparation et au tournage du documentaire La Disparition ? réalisé en 2021 par Jean-Pierre Pozzi.

## Dans la fiction
Julien Dray a inspiré le personnage de Philippe Rickwaert (interprété par Kad Merad), influent conseiller de l'ombre du président de la République Francis Laugier, puis d'Amélie Dorendeu dont il oriente le parcours et l'ascension jusqu'à ce qu'elle succède à Laugier à l'Élysée, dans la série télévisée Baron noir diffusée à partir de 2016,, ce qu'il a confirmé, « le Baron Noir, c'est moi ». Le personnage est tout d'abord député-maire socialiste de Dunkerque puis manœuvre pour réaliser l'union de la gauche avec le parti fondé par Michel Vidal (qui rappelle Jean-Luc Mélenchon) et se débat avec la justice à la suite de malversations avec l'office HLM de Dunkerque, ce qui l'envoie temporairement en prison.